# Юраш, Андрей Васильевич
Андрей Васильевич Юраш (укр. Андрій Васильович Юраш; род. 17 января 1969, Шпола, Черкасская область) — украинский религовед и политолог. Чрезвычайный и полномочный посол Украины в Ватикане (с 2021). Член Национального союза журналистов Украины и Украинской ассоциации религиоведов, кандидат философских наук.

## Биография
Родился 17 января 1969 года в городе Шполе Черкасской области. Владеет английским и польским языками.
В 1992 году окончил факультет журналистики Львовского национального университета.
В сентябре 2014 года возглавил Госдепартамент по делам религий и национальностей в составе министерства культуры Украины, добился повышения статуса этого органа исполнительной власти до уровня Государственной службы.
С 14 декабря 2021 года — чрезвычайный и полномочный посол Украины в Ватикане.
С 27 сентября 2022 года — чрезвычайный и полномочный посол Украины при Суверенном военном Ордене Госпитальеров Святого Иоанна Иерусалимского, Родоса и Мальты по совместительству.

## Семья
- Отец — Василий (Василь) Устимович Юраш
- Жена — Диана Ивановна Юраш- актриса.
  - Сын — Святослав (род. 1996), политик и общественный деятель
  - Сын — Максимилиан (род. 2006)
  - Сын — Антоний-Франц (род. 2010)[1]

## Дипломатический ранг
- Чрезвычайный и полномочный посланник второго класса (21 декабря 2024)[4].